# Пауерс (Мичиген)
Пауерс (енгл. Powers) град је у америчкој савезној држави Мичиген.

## Демографија
По попису из 2010. године број становника је 422, што је 8 (-1,9%) становника мање него 2000. године.
| Група             | 2000.       | 2010.       |
| Белци             | 420 (97,7%) | 413 (97,9%) |
| Афроамериканци    | 0 (0,0%)    | 0 (0,0%)    |
| Азијати           | 0 (0,0%)    | 1 (0,2%)    |
| Хиспаноамериканци | 0 (0,0%)    | 4 (0,9%)    |
| Укупно            | 430         | 422         |